# 7754 Gopalan
7754 Gopalan eller 1989 TT11 är en asteroid i huvudbältet som upptäcktes den 2 oktober 1989 av den amerikanska astronomen Schelte J. Bus vid Cerro Tololo. Den är uppkallad efter kanadensaren Gopalan Srinivasan..
Asteroiden har en diameter på ungefär 9 kilometer och den tillhör asteroidgruppen Koronis.